# Cladosporium alternicoloratum
Cladosporium alternicoloratum är en svampart som beskrevs av R.F. Castañeda & W.B. Kendr. 1991. Cladosporium alternicoloratum ingår i släktet Cladosporium och familjen Davidiellaceae.   Inga underarter finns listade i Catalogue of Life.